# Sögreni
Søren Sögreni (født 1955) er en dansk designer af blandt andet cykler. Foruden de håndbyggede cykler produceres der cykellygter, ringeklokker, bukseholdere og pedaler i eget design i butikken i Sankt Peders Stræde i København. Sögrenis cykler eksporteres til udvalgte forhandlere i hele verden, og er blevet udstillet på blandt andet Louisiana og New Museum of Contemporary Art i New York. I november 2008 startede Søren Sögreni et samarbejde med Georg Jensen, som resulterede i en serie cykler helt i sølvfarve og med detaljer i  sterling sølv. [kilde mangler]